# Hermann Burde
Hermann Burde (né le 19 février 1943 à Rheinsberg) est un athlète allemand, spécialiste des épreuves de sprint.

## Biographie
Il remporte la médaille d'argent du 200 mètres lors des championnats d'Europe de 1969, à Athènes, devancé par le Suisse Philippe Clerc.

### Palmarès
| Date | Compétition           | Lieu    | Résultat | Épreuve | Performance |
| ---- | --------------------- | ------- | -------- | ------- | ----------- |
| 1969 | Championnats d'Europe | Athènes | 2e       | 200 m   | 20 s 9      |

### Records
| Épreuve | Performance | Lieu   | Date            |
| ------- | ----------- | ------ | --------------- |
| 200 m   | 20 s 7      | Berlin | 11 juillet 1969 |